# Bernardo Bello
Bernardo Bello Gutiérrez (Quillota, 8 de diciembre de 1933-Santiago, 14 de septiembre de 2018) fue un futbolista, profesor y entrenador chileno. Se desempeñó como delantero, y con Colo-Colo consiguió los campeonatos de 1956, 1960 y 1963, además de la Copa Chile 1958.
Defendió la selección chilena en 16 oportunidades, y convirtió en 3 ocasiones. Fue el primer director técnico de la selección femenina de fútbol de Chile.

## Trayectoria
Fue contratado por Colo-Colo luego de una olimpiada escolar en Santiago, en la que representaba al Liceo Racing Club de su natal Quillota. Su estreno fue en un partido amistoso internacional frente a Partizán de Yugoslavia.
Su último club fue Magallanes. Luego de su retiro fue entrenador de las divisiones inferiores de Colo-Colo entre 1977 y 1990, y profesor del Instituto Nacional del Fútbol. En 1991, se convirtió en el primer director técnico de una selección femenina de fútbol de su país, la que participó en el Sudamericano de Brasil de ese año.
Durante el año 2003 se instaló en la Franja de Gaza para trabajar en el área de capacitación de la selección de Palestina, dirigida por el entrenador chileno Nicola Hadwa.

## Selección nacional
Su primer partido como internacional por la selección chilena fue en febrero de 1954, en la derrota por 1:3 frente a Paraguay en el Estadio Nacional, válido por las clasificación al Mundial de Suiza.
En 1959, en el partido de despedida de Sergio Livingstone, Bello convirtió dos de los cuatro tantos con los que Chile venció por primera vez a Argentina.
Fue nominado por el entrenador Fernando Riera a la gira por Europa de 1960, pero finalmente no estuvo dentro de los nominados al Mundial de 1962, al ser uno de los tres últimos jugadores marginados a días del inicio del campeonato.

## Clubes

### Como jugador
| Club       | País  | Año       |
| ---------- | ----- | --------- |
| Colo-Colo  | Chile | 1954-1964 |
| Magallanes | Chile | 1965      |

### Como entrenador
| Club                        | País  | Año       |
| --------------------------- | ----- | --------- |
| San Antonio Unido           | Chile | 1973      |
| Colchagua                   | Chile | 1988      |
| Selección femenina de Chile | Chile | 1990-1991 |

## Palmarés

### Campeonatos nacionales
| Título           | Club      | País  | Año  |
| ---------------- | --------- | ----- | ---- |
| Primera División | Colo-Colo | Chile | 1956 |
| Copa Chile       | Colo-Colo | Chile | 1958 |
| Primera División | Colo-Colo | Chile | 1960 |
| Primera División | Colo-Colo | Chile | 1963 |